# Pachyanthidium himalayense
Pachyanthidium himalayense är en biart som först beskrevs av (gupta och Sharma 1993, och fick sitt nu gällande namn av >. Pachyanthidium himalayense ingår i släktet Pachyanthidium och familjen buksamlarbin. Inga underarter finns listade i Catalogue of Life.